# محسن شکروی
محسن شکروی (متوفی ۵ مهر ۱۴۰۲) بنیانگذار صنایع غذایی شکلّی و یکی از ۱۰ فعال اقتصادی در عرصه تولید بود.
وی نشان امین‌الضرب را از اتاق بازرگانی، صنایع، معادن و کشاورزی ایران دریافت کرد.

## زندگی و فعالیت
عمر تجاری خانواده شکروی به حدود ۱۵۰ سال می‌رسد. محسن شکروی در ۱۸ سالگی به برادرش قاسم شکروی پیوست و صنایع شکلّی را که به‌طور سنتی در بخش فراورده لبنی در تبریز فعال بود، رونق داد.
در سال ۱۳۲۸ شعبه تهران برند شکلّی با هدف توزیع و فروش محصولات ماست، کره، عسل و خامه افتتاح شد. این برند با فعالیت خود توانست در سال ۱۳۴۶ بسته‌بندی مکانیزه کره را در شعبه تهران خود عرضه کند.
در سال ۱۳۵۴ محسن شکروی کارخانه خود را در جاده مخصوص کرج راه اندازی کرد. و برند فعلی غذای شکلّی از ۲۰ شهریور ۱۳۵۶ رسماً شروع به کار کرد و در سال ۱۳۷۱ به منظور گسترش منطقه توزیع و افزایش تولید خود نیز اقدام به راه اندازی شرکت صفا پخش کرد وی یکی از ۱۰ فعال اقتصادی برگزیده هفتمین جشنواره کارآفرینی امین الضرب اتاق بازرگانی، صنایع، معادن و کشاورزی ایران بود.
محمدتقی شکروی، فرزند محسن شکروی که به جای وی برای دریافت لوح و نشان امین‌الضرب به روی سن رفته بود، گفت: محسن شکروی اجازه نداد رقبایش در بازار تضعیف شوند و با کمک به تأمین مواد اولیه شرکت رقیب از خروج محصولات رقبا از بازار جلوگیری کرد.
محسن شکروی در ۵ مهرماه ۱۴۰۲ درگذشت.